# Henryk Glacier
Henryk Glacier är en glaciär i Antarktis. Den ligger i Västantarktis. Argentina, Chile och Storbritannien gör anspråk på området. Henryk Glacier ligger 807 meter över havet.
Terrängen runt Henryk Glacier är bergig österut, men västerut är den kuperad. Havet är nära Henryk Glacier västerut. Trakten är obefolkad. Det finns inga samhällen i närheten. 